# Pedra do sol (medieval)

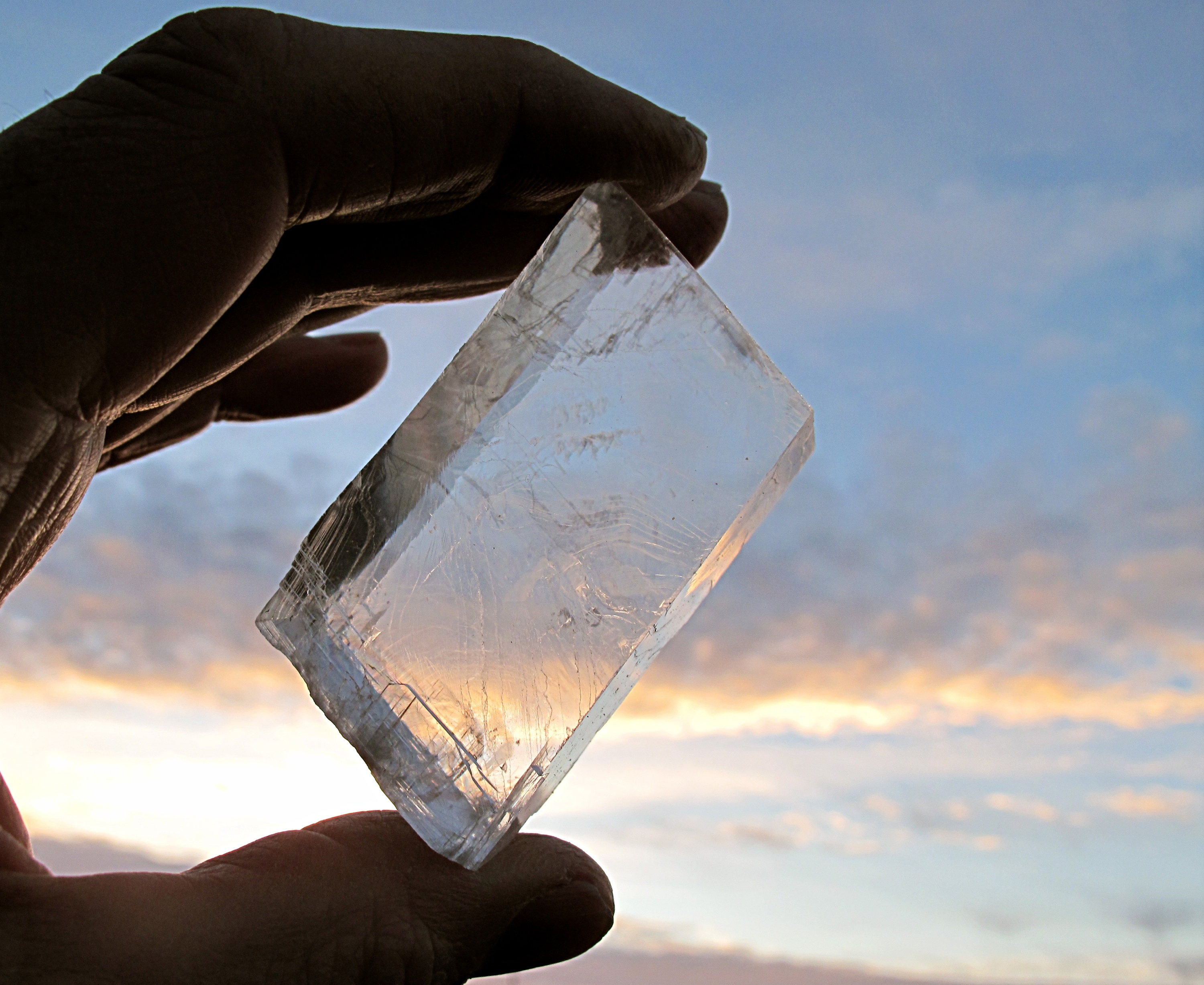
Uma peça de cristal de calcita

A pedra do sol (em islandês: sólarsteinn) é um tipo de mineral atestado em várias fontes escritas do século XIII-XIV na Islândia, um dos quais descreve seu uso para localizar o sol em um céu completamente nublado.
 
As pedras do sol também são mencionadas nos inventários de várias igrejas e em um mosteiro na Islândia dos séculos XIV e XV. Existe uma teoria de que a pedra do sol tinha atributos de polarização e foi usada como um instrumento de navegação por marinheiros na Era Viquingue; no entanto, não foram encontradas pedras desse tipo nos poucos naufrágios viquingues que existem.
Mesmo assim, vários tipos de minerais - especialmente cristais de calcita, cordierita e turmalina ultrapuros - podem dividir um feixe de luz solar para formar duas imagens, com a luz polarizada tomando um caminho ligeiramente diferente do feixe principal. Ao olhar para o céu através de um cristal desse tipo e, em seguida, girá-lo para que as duas imagens fiquem igualmente brilhantes, é possível identificar os anéis de luz polarizada que circundam o sol, mesmo sob um céu nublado. Identificar a localização do sol daria aos marinheiros um ponto de referência seguro durante longas viagens marítimas.